# Liste der Monuments historiques in Nicey-sur-Aire
Die Liste der Monuments historiques in Nicey-sur-Aire führt die Monuments historiques in der französischen Gemeinde Nicey-sur-Aire auf.

## Liste der Objekte
| Bezeichnung                        | Beschreibung                                  | Standort                                   | Kennzeichnung | Schutzstatus | Datum | Bild |
| ---------------------------------- | --------------------------------------------- | ------------------------------------------ | ------------- | ------------ | ----- | ---- |
| Kelch und Patene                   | Silber, vergoldet, Mitte des 19. Jahrhunderts | in der Kirche Nativité-de-la-Vierge (Lage) | PM55002179    | Inscrit      | 1992  |      |
| Custodia                           | Silber, vergoldet, bezeichnet 1719            | in der Kirche Nativité-de-la-Vierge (Lage) | PM55001044    | Classé       | 1994  |      |
| Grabdenkmal für Marguerite Mercier | Kalkstein, Anfang des 19. Jahrhunderts        | auf dem Friedhof (Lage)                    | PM55002177    | Inscrit      | 2003  |      |
| Grabdenkmal für Pierre Etienne     | Kalkstein, bezeichnet 1813                    | auf dem Friedhof (Lage)                    | PM55002176    | Inscrit      | 2003  |      |
| Grabdenkmal für François Rouyer    | Kalkstein, bezeichnet 1806                    | auf dem Friedhof (Lage)                    | PM55002178    | Inscrit      | 2003  |      |